# Ernst Uhsemann
Ernst Uhsemann (* 9. Juni 1882 in Weißenfels; † 1. Mai 1945 in Stralsund) war ein deutscher Heimatforscher und Rektor.

## Leben
Uhsemanns Vater war Braumeister in Weißenfels. Ernst Uhsemann besuchte von 1896 bis 1902 die Präparandenanstalt sowie das Lehrerseminar in Weißenfels. Anschließend war er drei Jahre als Lehrer in Kölleda tätig und danach in der Studien-Vorbereitung von angehenden Lehrern. Im Jahr 1910 wurde er Königlicher Seminarleiter in Neuhaldensleben. Dort unterrichtet er Pädagogik, Geschichte und Zeichnen. Nebenbei war Uhsemann auch als Rektor einer Seminarübungsschule sowie als Lehrer an einer Höheren Töchterschule tätig.
Im Jahr 1912 bewarb Uhsemann sich auf die Ausschreibung der Stelle des Rektors an der Stralsunder Knabenmittelschule in der Mühlenstraße; er wurde ausgewählt und begann am 1. Oktober 1912 in Stralsund; sein Jahresgehalt betrug 3560 Mark. Die von ihm geleitete neunstufige Mittelschule hatte zu dieser Zeit etwa 900 Schüler.
Uhsemann war in Stralsund auch als Heimatforscher tätig und veröffentlichte Bücher und Artikel über Stralsund.
1933 trat Uhsemann dem Nationalsozialistischen Lehrerbund, der Nationalsozialistischen Volkswohlfahrt und dem Nationalsozialistischen Kraftfahrkorps bei.
Der Kreisverband des Nationalsozialistisches Lehrerbundes betrieb seine Ablösung wegen angeblicher Alkoholprobleme, die jedoch nicht von Erfolg war.
Am 1. Mai 1945, dem Tag des Einmarsches der Roten Armee in Stralsund, töteten sich Uhsemann und seine Frau selbst.

## Werke
- Vom deutschen Vaterlande. Neuhaldensleben 1912.
- Die Stralsunder St. Nikolaikirche. Eine Kultur- und kunstgeschichtliche Skizze. Verlag der Königlichen Regierungs-Buchdruckerei, Stralsund 1920.
- Streifzüge durch das alte Stralsund. Verlag der Königlichen Regierungs-Buchdruckerei, Stralsund 1925.
- Aus Pommerns Vergangenheit. I. Teil. Breslau 1922.
- Stralsunds Sieg über Wallenstein. Stralsund 1928.
- Bilder aus der Reformationszeit. Nach Otto Focks 'Rügensch-pommerschen Geschichten' frei bearbeitet (Stralsunder Heimatbücher 1). Verlag der Stralsunder Heimatbücher, dat. 1930.
- Der Strandvogt von Jasmund. Eine Ostseegeschichte aus der Franzosenzeit. Philipp Galen nacherzählt. Meincke, Stralsund 1938.

| Personendaten    | Personendaten                       |
| ---------------- | ----------------------------------- |
| NAME             | Uhsemann, Ernst                     |
| KURZBESCHREIBUNG | deutscher Heimatforscher und Rektor |
| GEBURTSDATUM     | 9. Juni 1882                        |
| GEBURTSORT       | Weißenfels                          |
| STERBEDATUM      | 1. Mai 1945                         |
| STERBEORT        | Stralsund                           |